# 日清食品
日清食品集團（日語：日清食品グループ），是以日清食品控股公司（日語：日清食品ホールディングス株式会社）和旗下日清食品公司（日語：日清食品株式会社）為中心的日本食品集團。
總部分別位於東京都新宿區（東京本社）與大阪府大阪市淀川區（大阪本社）。由開發了世界最早的速食麵「Chicken Ramen」的臺灣裔日本人安藤百福（原名吳百福）創辦。和Acecook、House Foods並列為同樣總部位置於大阪的速食麵廠商之一。

## 社名由來
來自創辦者安藤百福所說一句話（每日都創造豐富而清新的味道）而來，與坊間流傳的日清戰爭（即日本對“甲午戰爭”的稱呼，且日清是於1958年改名至今）之稱呼完全無關。
和同為食品公司的日清制粉、日清OilliO，作為醫院食品供給公司的日清醫療食品，及作為纖維公司的日清紡織雖都冠以「日清」之名，但並不存在資本關係。

## 沿革
- 1948年9月4日，位於大阪府泉大津市的「公司中交總社」（株式会社中交総社）設立。
- 1949年9月，商號變更為「SUNSEA殖產公司」（サンシー殖産株式会社），本社遷移至大阪市北區。
- 1958年
  - 8月25日，世界最早的速食麵「雞汁拉麵」（Chicken Ramen）發售。
  - 12月，商號變更為「日清食品公司」（日清食品株式会社）；本社遷移至大阪市東區（現中央区）。
- 1959年12月，初代商標制定；高槻市工廠落成，本社遷移至此。
- 1963年10月，於東京、大阪證券交易所第2部上市。
- 1968年2月，袋裝拉面「出前一丁」發售。
- 1971年9月，第二代商標制定；「合味道」發售。
- 1972年8月，股票轉至東京、大阪、名古屋各證券交易所第1部。
- 1973年6月，本社遷移至大阪市北區。
- 1976年5月，炒麺「UFukO」發售；8月烏龍麵・蕎麥麵「兵衛麵」發售。
- 1977年4月，本社遷移至現在的大阪市淀川區。
- 1983年
  - 8月，第三代（現行）商標制定。
  - 「安藤運動・食文化振興財團（日语：安藤スポーツ・食文化振興財団）」（通稱安藤百福財團、安藤財團）設立。
- 1988年3月，東京支社改稱「東京本社」。
- 1989年，收購永南食品。
- 1990年7月，收購乳酸菌飲料公司「株式会社York本社」（現日清York（日语：日清ヨーク）株式会社）。
- 1991年2月，注資以「Ciscorn」玉米片知名的點心公司「Cisco公司」（シスコ株式会社）（现日清Cisco（日语：日清シスコ）公司）。
- 1995年2月1日，陸上競技部創設。
- 1998年4月21日，官方網站開站。
- 1999年11月，池田市的「即食麵發明紀念館」（2017年更名為安藤百福發明紀念館 大阪池田）開館。
- 2003年，Logo字母由小寫前綴的「nISSIn」變為全大寫的「NISSIN」。
- 2005年，根據NASA標準，與JAXA合作研發太空速食麵「Space Ram」，並成功帶上太空。
- 2006年11月，與「明星食品（日语：明星食品）公司」（明星食品株式会社）的合併公司設立，兩者完成實際上的經營整合；12月15日，對明星食品友善的收購成功，日清取得明星食品86.32%股份（決議權達90.43%），後者子公司化；12月21日，決定未來兩公司間交換持股，明星食品將成為日清食品全資子公司。
- 2007年
  - 1月，創業者會長安藤百福過世，享年96歲。
  - 3月，與明星食品的交換持股完成，後者成為日清食品全資子公司。
- 2008年
  - 3月，本社機能向東京本社集中。
  - 7月，本社機能向東京本社轉移，但近畿地區營業統括部門等一部分機能仍留在大阪本社。
  - 9月，創業60週年（商號變更為日清食品50週年）。
  - 10月1日，社名變更為「日清食品控股公司」（日清食品ホールディングス株式会社），純粹控股公司化。新設「日清食品公司」（日清食品株式会社）繼承即食麵事業，「日清食品冷藏（日语：日清食品チルド）公司」（日清食品チルド株式会社）繼承冷藏食品事業，「日清食品冷凍（日语：日清食品冷凍）公司」（日清食品冷凍株式会社）繼承冷凍食品事業，「日清食品商業支援公司」（日清食品ビジネスサポート）為業務支援部門。
- 2011年9月17日，「安藤百福發明紀念館」（2017年更名為安藤百福發明紀念館 橫濱（日语：安藤百福発明記念館_横浜））開館。
- 2017年，分拆日清食品有限公司上市。

## 集團企業
- 日清食品控股株式会社

常溫食品事業
- 日清食品株式会社 - Chicken Ramen、合味道、兵衛麵等產品的經營
- 明星食品（日语：明星食品）株式会社（本社：東京都澀谷區）- Charumera、等產品的經營

低溫食品事業
- 日清食品冷藏（日语：日清食品チルド）株式会社 - 冷藏食品事業
- 日清食品冷凍（日语：日清食品冷凍）株式会社 - 冷凍食品事業

點心事業
- 日清Cisco（日语：日清シスコ）株式会社（本社：大阪府堺市堺區）- 小吃、穀類點心等的製造銷售

飲料事業
- 日清York（日语：日清ヨーク）株式会社（本社：東京都中央區）- 清涼飲料的製造銷售

### 機能子公司、其他事業子公司
- 日清食品商業支援株式会社（東京都新宿區，業務支援部門）
- 日清食品資產管理株式会社（東京都新宿區，不動産管理業）
- 日清Netcom株式会社（大阪市淀川區，建築管理・食堂經營）
- 宇治開發興業株式会社（京都府宇治市，高爾夫球場開發）- 高爾夫球場「日清都Country Club」的經營
- 日清（上海）食品安全研究開發有限公司（中国上海市，食品安全檢查）

### 海外子公司
- 日清食品有限公司
- 日清湖池屋（中國．香港）有限公司

其他海外子公司參見日清食品集團 （页面存档备份，存于）。

### 前關聯企業
- 味之民藝食品服務（日语：味の民芸フードサービス）株式会社 - 2014年1月脫離日清集團，成為SAGAMI CHAIN（日语：サガミチェーン）子公司。

## 品牌
- 出前一丁
- 合味道
- 日清兵衛麵
- 日清U.F.O炒麵
- 日清拉麵王
- 日清始祖鸡汤拉面
- 日清美味寶（香港）
- 公仔（香港）
- 福麵（香港）

## 品質問題

### 中國大陸
- 日清方便麵被指鉛含量達到臨界值（2005月12月9日）[1]
- 日清炒麵三文魚子醬抽檢不合格（2006年4月28日）[2]
- 日清即食麵大腸桿菌超標（2017年5月）[3]

### 香港
- 日清美味寶喳咋糖水因曾使用伊利集團牛奶作為原料，雖然產品未被驗出含有害添加劑三聚氰胺[4]，但為使顧客安心，香港日清方面主動要求回收（2008年9月19日）。香港食物安全中心呼籲市民停食盒裝喳咋糖水[5]。

## 外部連結
- 日清食品（日本） （页面存档备份，存于）
- 日清食品（香港） （页面存档备份，存于）
- 日清食品（廣東）
- 日清食品（上海） （页面存档备份，存于）